# 叩頭真花介
叩頭真花介（学名：Eucythere elateria）为真花介科真花介屬下的一个种。